# Târgu Cucu

Turnul Clopotniță al Mănăstirii Golia

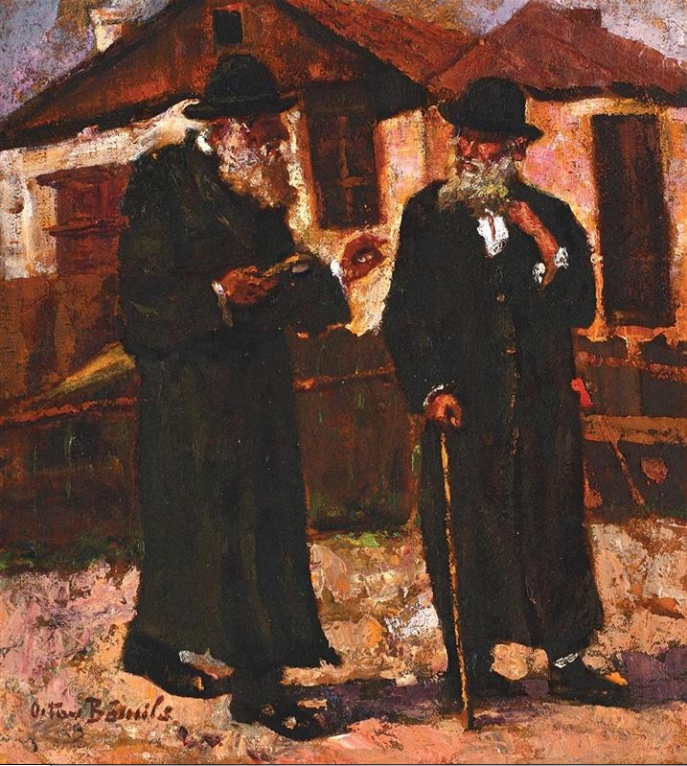
Evrei vorbind in Târgu Cucu, pictură de Octav Băncilă (1872–1944)

Târgu Cucu este o zonă din cartierul Centru, din municipiul Iași.

## Geografie
Târgul Cucu se află în partea de nord a orașului, la poalele dealului Sărăriei în apropierea intersecțiilor străzilor Sărăriei cu Golia (Cuza Vodă), Costache Negri, Elena Doamna și Pădure. De aici se poate ajunge la Cimitirul Eternitatea.

## Etimologie
Târgu Cucu a purtat până la sfârșitul secolului al XVIII-lea numele de Târgul Făinii. Aflat în vecinătatea Muntenimii de jos, fost cartier al Iașului medieval, loc pe unde coborau principalele drumuri comerciale ce veneau din nord în tranzit spre marile centre Constantinopol sau Tarigrad, Tg. Cucului și-ar fi tras numele de la un mare boier care controla zona, Vasile Cucu. Alte voci zic că toți evreii aveau în dughene vestitele ceasuri cu cuc care cântau toate odată la ora fixă și dădeau locului un aer aparte S-a mai presupus că numele zonei ar avea legătură cu păsările care cântau prin copacii din zonă. Altă încercare a fost de a lega numele de prezența la Iași a văduvei negustorului Vasile Cucu. Specialiștii din cadrul Academiei Române resping aceste explicații și pun atribuirea numelui pe seama unor practici ale contrabandiștilor și negustorilor.  Profesorul Mircea Ciubotaru arată că Sintagma «vama cucului», care în argoul contrabandiștilor desemna locurile ascunse de trecere peste graniță sau pe lângă orice loc unde se plătea o vamă, pare a fi în relație cu târgul cucului, denumire metaforică pentru un loc în care, din cauza îmbulzelii, micii și numeroșii vânzători, în majoritate evrei, puteau evita plata taxelor (vama) de târg, practicând un comerț la limita legalității.

## Istoric
Pictorului Octav Băncilă i-a plăcut să se plimbe prin târgul Cucului unde mizeria oamenilor se întretăia cu pitorescul naturii. Acest târg era o adunătură de dughene ponosite și sărace în care locuiau evreii în camerele întunecoase din spatele prăvăliilor. Erau pe alocuri case insalubre, aflate pe pantele străzilor unde atunci când ploua se inundau și când arșița verii le ardea erau înecate de praf. Dimitrie Anghel (1872-1914) a evocat acest cartier în volumul de proză Fantome (1911), chiar așa cum era el pe vremea pictorului Octav Băncilă. Aici și-a găsit Băncilă modelele pe care le-a pictat în perioada 1899 - 1900 și mai târziu, cum au fost peticarii, cârpacii, bătrânii care se rugau sau se sfătuiau și vânzătorii de haine vechi.

## Repere notabile
- Mănăstirea Golia, construită în perioada 1650-1660
- Sinagoga Mare, construită în perioada 1657-1671, fiind cel mai vechi edificiu de cult mozaic de pe teritoriul României.
- Sinagoga Merarilor, construită în anul 1865 în cartierul evreiesc Târgu Cucu

## Transport
- Tramvai: 1, 3, 6, 7, 8, 9, 13, Cafenea
- Autobuz: 20, 28, 41, 42, 43, 43c, 46, 48, 50, 54, 101, 102, 103, 601

## Literatură
- Dimitrie Anghel - Fantome, 1911
- Ion Mitican - Evreii din Tîrgu Cucului, de altădată: cîteva aduceri aminte 2005
- Ion Mitican - Tg. Cucu – Elena Doamna, în Iașul străbunilor , Curierul de Iași[1]

1. ↑  http://curierul-iasi.ro/tg-cucu-elena-doamna-in-iasul-strabunilor-15303